# La Chèze
La Chèze (bretonisch: Kez) ist eine französische Gemeinde mit 572 Einwohnern (Stand 1. Januar 2022) im Département Côtes-d’Armor in der Region Bretagne; sie gehört zum Arrondissement Saint-Brieuc und zum Kanton Loudéac. Der Ort liegt am Fluss Lié.

## Bevölkerungsentwicklung
| Jahr                       | 1962 | 1968 | 1975 | 1982 | 1990 | 1999 | 2006 | 2016 |
| Einwohner                  | 566  | 587  | 606  | 571  | 597  | 569  | 616  | 566  |
| Quellen: Cassini und INSEE |      |      |      |      |      |      |      |      |

## Sehenswürdigkeiten
- Ruinen des Château de la Grange, 13. Jahrhundert (Monument historique)

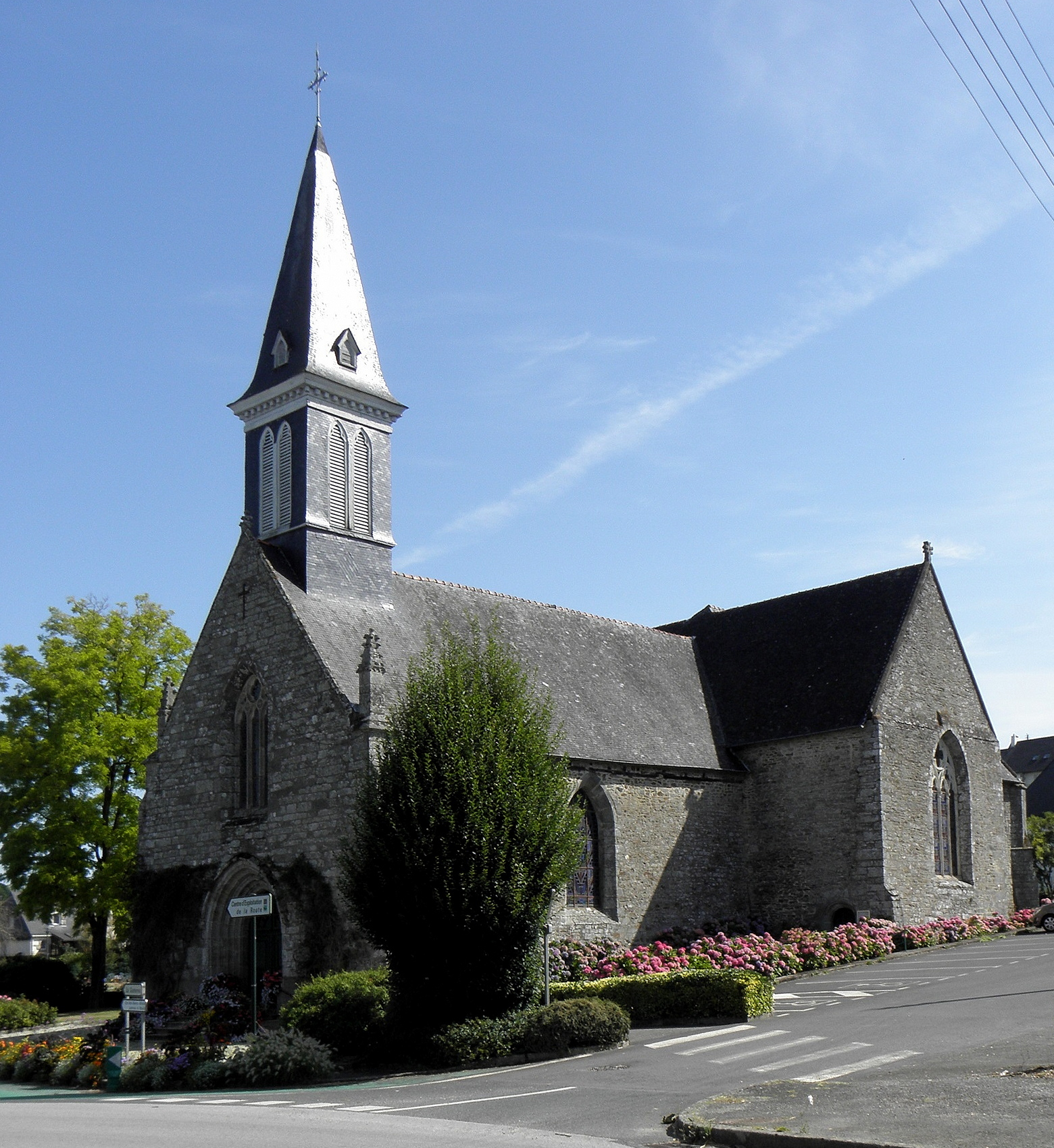
Kirche Saint-André
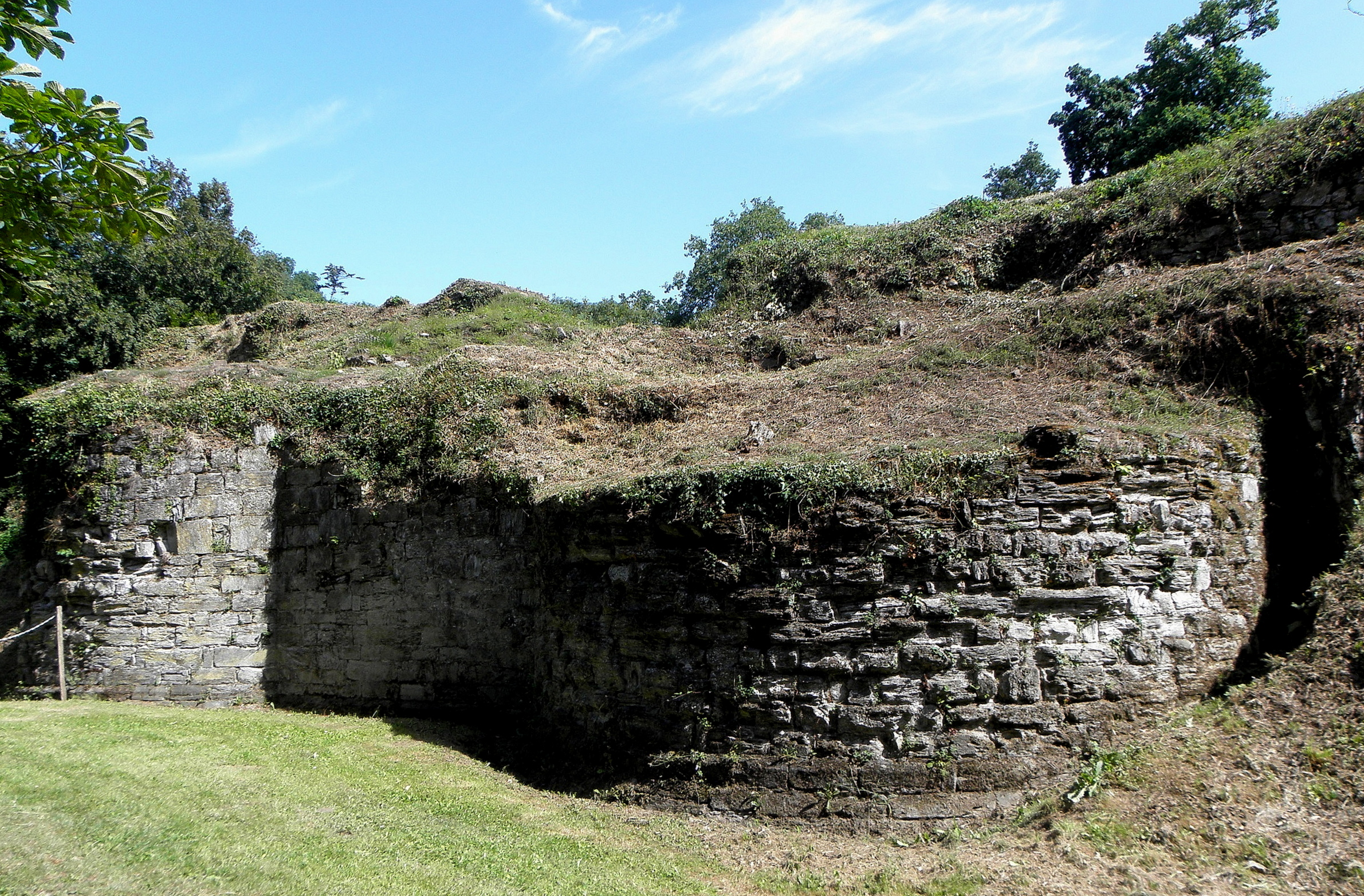
Ruinen des Château de la Grange
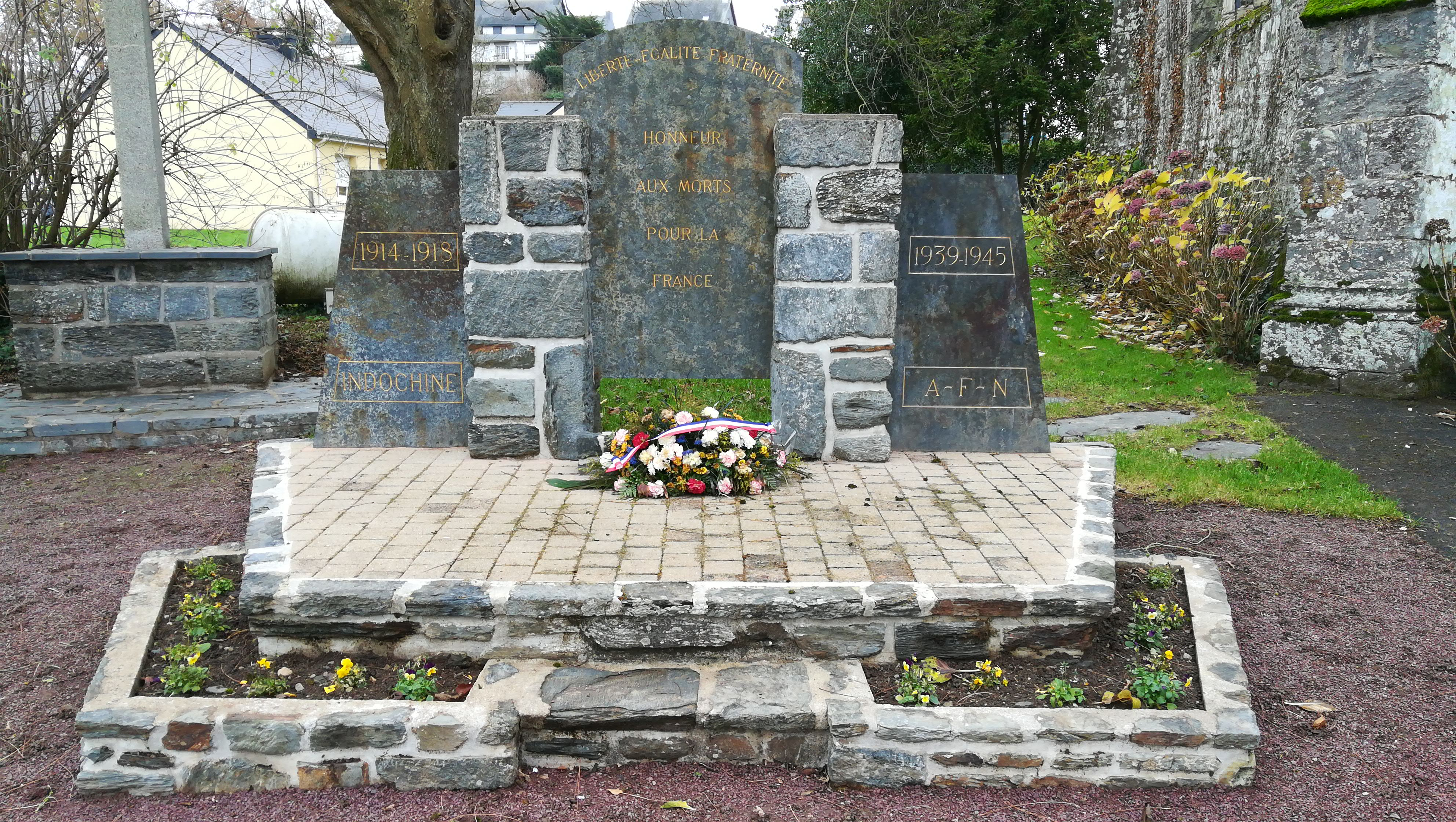
Gefallenendenkmal